# Мораис, Сисеро
Си́серо Андре́ да Ко́ста Мора́ис (порт. Cicero André da Costa Moraes; род. 13 ноября 1982, Шапеко) — бразильский 3D-дизайнер, специализирующийся на компьютерной реконструкции лиц, а также на проектировании и моделировании протезов для людей и животных.
Он отвечал за реконструкцию лиц бесчисленных религиозных и исторических деятелей, таких как святой Антоний Падуанский , Святой Валентин Римский и Монселис, Леди Четыре Броши, «Вампира» из Селаковице и Владыка Сипана.
В ветеринарной области он в цифровой форме проектировал и моделировал протезы для различных животных, включая ара, собаку, гуся, тукана и черепаху.
Является членом Менсы и Интертела.